# Lista de vitórias do Reino Unido na Fórmula 1
Relacionamos nesta página as trezentas e vinte e duas vitórias do Reino Unido no mundial de Fórmula 1 até o campeonato de 2025. Este número abrange duzentas e quarenta e oito vitórias da Inglaterra, sessenta e cinco da Escócia e nove da Irlanda do Norte enquanto o País de Gales não registra nenhuma vitória.

## Resumo

### 322 vitórias britânicas
Para efeito de informação as primeiras glórias do Reino Unido vieram por obra dos ingleses, que assinalaram vinte e nove vitórias até o triunfo do escocês Jim Clark no Grande Prêmio da Bélgica de 1962. A partir deste momento, as duas nações britânicas alternaram-se no topo do pódio até a aposentadoria de Jackie Stewart, o qual assinalou a centésima vitória do Reino Unido no Grande Prêmio dos Países Baixos de 1973, todavia o "escocês voador" recusou-se a comemorar por conta da trágica morte de Roger Williamson. Com a aposentadoria deste, os ingleses predominaram nos anos seguintes, não obstante alguns triunfos norte-irlandeses e escoceses nas décadas de oitenta, noventa e início do Século XXI. Jenson Button atingiu a marca de 200 vitórias do Reino Unido ao conquistar a primeira vitória da Brawn no Grande Prêmio da Austrália de 2009. Por fim, Lewis Hamilton marcou a 300ª vitória britânica ao vencer o Grande Prêmio do Barein de 2021.
Os britânicos mantêm a liderança no ranking histórico das vitórias desde o êxito de Stirling Moss no Grande Prêmio da Alemanha de 1961, vigésimo sétimo triunfo de seu país na categoria.

## Relação de vitórias da Inglaterra
- Ano de 1953

| Grande Prêmio | Circuito    | Data da corrida | Vencedor      | Carro   | Motor   | Referências |
| ------------- | ----------- | --------------- | ------------- | ------- | ------- | ----------- |
| França        | Reims-Gueux | 5 de julho      | Mike Hawthorn | Ferrari | Ferrari | [ 10 ]      |

- Ano de 1954

| Grande Prêmio | Circuito  | Data da corrida | Vencedor      | Carro   | Motor   | Referências |
| ------------- | --------- | --------------- | ------------- | ------- | ------- | ----------- |
| Espanha       | Pedralbes | 24 de outubro   | Mike Hawthorn | Ferrari | Ferrari | [ 10 ]      |

- Ano de 1955

| Grande Prêmio | Circuito | Data da corrida | Vencedor      | Carro    | Motor    | Referências |
| ------------- | -------- | --------------- | ------------- | -------- | -------- | ----------- |
| Grã-Bretanha  | Aintree  | 16 de julho     | Stirling Moss | Mercedes | Mercedes | [ 11 ]      |

- Ano de 1956

| Grande Prêmio | Circuito          | Data da corrida | Vencedor      | Carro    | Motor    | Referências |
| ------------- | ----------------- | --------------- | ------------- | -------- | -------- | ----------- |
| Mônaco        | Montecarlo        | 13 de maio      | Stirling Moss | Maserati | Maserati | [ 12 ]      |
| Bélgica       | Spa-Francorchamps | 3 de junho      | Peter Collins | Ferrari  | Ferrari  | [ 13 ]      |
| França        | Reims-Gueux       | 1º de julho     | Peter Collins | Ferrari  | Ferrari  | [ 14 ]      |
| Itália        | Monza             | 2 de setembro   | Stirling Moss | Maserati | Maserati | [ 15 ]      |

- Ano de 1957

| Grande Prêmio | Circuito | Data da corrida | Vencedor                  | Carro   | Motor   | Referências       |
| ------------- | -------- | --------------- | ------------------------- | ------- | ------- | ----------------- |
| Grã-Bretanha  | Aintree  | 20 de julho     | Tony Brooks Stirling Moss | Vanwall | Vanwall | [ 11 ] [ nota 4 ] |
| Pescara       | Pescara  | 18 de agosto    | Stirling Moss             | Vanwall | Vanwall | [ 16 ]            |
| Itália        | Monza    | 8 de setembro   | Stirling Moss             | Vanwall | Vanwall | [ 17 ]            |

- Ano de 1958

| Grande Prêmio | Circuito          | Data da corrida | Vencedor      | Carro   | Motor   | Referências |
| ------------- | ----------------- | --------------- | ------------- | ------- | ------- | ----------- |
| Argentina     | Buenos Aires      | 19 de janeiro   | Stirling Moss | Cooper  | Climax  | [ 18 ]      |
| Países Baixos | Zandvoort         | 26 de maio      | Stirling Moss | Vanwall | Vanwall | [ 19 ]      |
| Bélgica       | Spa-Francorchamps | 15 de junho     | Tony Brooks   | Vanwall | Vanwall | [ 20 ]      |
| França        | Reims-Gueux       | 6 de julho      | Mike Hawthorn | Ferrari | Ferrari | [ 21 ]      |
| Grã-Bretanha  | Silverstone       | 19 de julho     | Peter Collins | Ferrari | Ferrari | [ 22 ]      |
| Alemanha      | Nürburgring       | 3 de agosto     | Tony Brooks   | Vanwall | Vanwall | [ 23 ]      |
| Portugal      | Porto             | 24 de agosto    | Stirling Moss | Vanwall | Vanwall | [ 24 ]      |
| Itália        | Monza             | 7 de setembro   | Tony Brooks   | Vanwall | Vanwall | [ 25 ]      |
| Marrocos      | Casablanca        | 19 de outubro   | Stirling Moss | Vanwall | Vanwall | [ 10 ]      |

- Ano de 1959

| Grande Prêmio | Circuito    | Data da corrida | Vencedor      | Carro   | Motor   | Referências |
| ------------- | ----------- | --------------- | ------------- | ------- | ------- | ----------- |
| França        | Reims-Gueux | 5 de julho      | Tony Brooks   | Ferrari | Ferrari | [ 26 ]      |
| Alemanha      | Berlim      | 2 de agosto     | Tony Brooks   | Ferrari | Ferrari | [ 27 ]      |
| Portugal      | Lisboa      | 23 de agosto    | Stirling Moss | Cooper  | Climax  | [ 28 ]      |
| Itália        | Monza       | 13 de setembro  | Stirling Moss | Cooper  | Climax  | [ 29 ]      |

- Ano de 1960

| Grande Prêmio | Circuito   | Data da corrida | Vencedor      | Carro | Motor  | Referências |
| ------------- | ---------- | --------------- | ------------- | ----- | ------ | ----------- |
| Mônaco        | Montecarlo | 29 de maio      | Stirling Moss | Lotus | Climax | [ 30 ]      |
| EUA           | Riverside  | 20 de novembro  | Stirling Moss | Lotus | Climax | [ 31 ]      |

- Ano de 1961

| Grande Prêmio | Circuito     | Data da corrida | Vencedor      | Carro | Motor  | Referências |
| ------------- | ------------ | --------------- | ------------- | ----- | ------ | ----------- |
| Mônaco        | Montecarlo   | 14 de maio      | Stirling Moss | Lotus | Climax | [ 32 ]      |
| Alemanha      | Nürburgring  | 6 de agosto     | Stirling Moss | Lotus | Climax | [ 9 ]       |
| EUA           | Watkins Glen | 8 de outubro    | Innes Ireland | Lotus | Climax | [ 33 ]      |

- Ano de 1962

| Grande Prêmio | Circuito    | Data da corrida | Vencedor    | Carro | Motor | Referências |
| ------------- | ----------- | --------------- | ----------- | ----- | ----- | ----------- |
| Países Baixos | Zandvoort   | 20 de maio      | Graham Hill | BRM   | BRM   | [ 34 ]      |
| Alemanha      | Nürburgring | 5 de agosto     | Graham Hill | BRM   | BRM   | [ 35 ]      |
| Itália        | Monza       | 16 de setembro  | Graham Hill | BRM   | BRM   | [ 36 ]      |
| África do Sul | East London | 29 de dezembro  | Graham Hill | BRM   | BRM   | [ 37 ]      |

- Ano de 1963

| Grande Prêmio | Circuito     | Data da corrida | Vencedor     | Carro   | Motor   | Referências |
| ------------- | ------------ | --------------- | ------------ | ------- | ------- | ----------- |
| Mônaco        | Montecarlo   | 26 de maio      | Graham Hill  | BRM     | BRM     | [ 38 ]      |
| Alemanha      | Nürburgring  | 4 de agosto     | John Surtees | Ferrari | Ferrari | [ 39 ]      |
| EUA           | Watkins Glen | 6 de outubro    | Graham Hill  | BRM     | BRM     | [ 40 ]      |

- Ano de 1964

| Grande Prêmio | Circuito     | Data da corrida | Vencedor     | Carro   | Motor   | Referências |
| ------------- | ------------ | --------------- | ------------ | ------- | ------- | ----------- |
| Mônaco        | Montecarlo   | 10 de maio      | Graham Hill  | BRM     | BRM     | [ 38 ]      |
| Alemanha      | Nürburgring  | 2 de agosto     | John Surtees | Ferrari | Ferrari | [ 41 ]      |
| Itália        | Monza        | 6 de setembro   | John Surtees | Ferrari | Ferrari | [ 42 ]      |
| EUA           | Watkins Glen | 4 de outubro    | Graham Hill  | BRM     | BRM     | [ 43 ]      |

- Ano de 1965

| Grande Prêmio | Circuito     | Data da corrida | Vencedor    | Carro | Motor | Referências |
| ------------- | ------------ | --------------- | ----------- | ----- | ----- | ----------- |
| Mônaco        | Montecarlo   | 30 de maio      | Graham Hill | BRM   | BRM   | [ 38 ]      |
| EUA           | Watkins Glen | 3 de outubro    | Graham Hill | BRM   | BRM   | [ 44 ]      |

- Ano de 1966

| Grande Prêmio | Circuito          | Data da corrida | Vencedor     | Carro   | Motor    | Referências |
| ------------- | ----------------- | --------------- | ------------ | ------- | -------- | ----------- |
| Bélgica       | Spa-Francorchamps | 12 de junho     | John Surtees | Ferrari | Ferrari  | [ 39 ]      |
| México        | Cidade do México  | 23 de outubro   | John Surtees | Cooper  | Maserati | [ 39 ]      |

- Ano de 1967

| Grande Prêmio | Circuito | Data da corrida | Vencedor     | Carro | Motor | Referências |
| ------------- | -------- | --------------- | ------------ | ----- | ----- | ----------- |
| Itália        | Monza    | 10 de setembro  | John Surtees | Honda | Honda | [ 45 ]      |

- Ano de 1968

| Grande Prêmio | Circuito         | Data da corrida | Vencedor    | Carro | Motor | Referências |
| ------------- | ---------------- | --------------- | ----------- | ----- | ----- | ----------- |
| Espanha       | Jarama           | 12 de maio      | Graham Hill | Lotus | Ford  | [ 46 ]      |
| Mônaco        | Montecarlo       | 26 de maio      | Graham Hill | Lotus | Ford  | [ 38 ]      |
| México        | Cidade do México | 3 de novembro   | Graham Hill | Lotus | Ford  | [ 47 ]      |

- Ano de 1969

| Grande Prêmio | Circuito   | Data da corrida | Vencedor    | Carro | Motor | Referências |
| ------------- | ---------- | --------------- | ----------- | ----- | ----- | ----------- |
| Mônaco        | Montecarlo | 18 de maio      | Graham Hill | Lotus | Ford  | [ 48 ]      |

- Ano de 1971

| Grande Prêmio | Circuito | Data da corrida | Vencedor     | Carro | Motor | Referências   |
| ------------- | -------- | --------------- | ------------ | ----- | ----- | ------------- |
| Itália        | Monza    | 5 de setembro   | Peter Gethin | BRM   | BRM   | [ 49 ] [ 50 ] |

- Ano de 1975

| Grande Prêmio | Circuito  | Data da corrida | Vencedor   | Carro   | Motor | Referências |
| ------------- | --------- | --------------- | ---------- | ------- | ----- | ----------- |
| Países Baixos | Zandvoort | 22 de maio      | James Hunt | Hesketh | Ford  | [ 51 ]      |

- Ano de 1976

| Grande Prêmio | Circuito     | Data da corrida | Vencedor   | Carro   | Motor | Referências |
| ------------- | ------------ | --------------- | ---------- | ------- | ----- | ----------- |
| Espanha       | Jarama       | 2 de maio       | James Hunt | McLaren | Ford  | [ 52 ]      |
| França        | Paul Ricard  | 4 de julho      | James Hunt | McLaren | Ford  | [ 53 ]      |
| Alemanha      | Nürburgring  | 1º de agosto    | James Hunt | McLaren | Ford  | [ 54 ]      |
| Países Baixos | Zandvoort    | 29 de agosto    | James Hunt | McLaren | Ford  | [ 55 ]      |
| Canadá        | Mosport Park | 3 de outubro    | James Hunt | McLaren | Ford  | [ 56 ]      |
| EUA           | Watkins Glen | 10 de outubro   | James Hunt | McLaren | Ford  | [ 57 ]      |

- Ano de 1977

| Grande Prêmio | Circuito     | Data da corrida | Vencedor   | Carro   | Motor | Referências |
| ------------- | ------------ | --------------- | ---------- | ------- | ----- | ----------- |
| Grã-Bretanha  | Silverstone  | 16 de julho     | James Hunt | McLaren | Ford  | [ 58 ]      |
| EUA           | Watkins Glen | 2 de outubro    | James Hunt | McLaren | Ford  | [ 59 ]      |
| Japão         | Monte Fuji   | 23 de outubro   | James Hunt | McLaren | Ford  | [ 60 ]      |

- Ano de 1985

| Grande Prêmio | Circuito     | Data da corrida | Vencedor      | Carro    | Motor | Referências |
| ------------- | ------------ | --------------- | ------------- | -------- | ----- | ----------- |
| Europa        | Brands Hatch | 6 de outubro    | Nigel Mansell | Williams | Honda | [ 61 ]      |
| África do Sul | Kyalami      | 19 de outubro   | Nigel Mansell | Williams | Honda | [ 62 ]      |

- Ano de 1986

| Grande Prêmio | Circuito          | Data da corrida | Vencedor      | Carro    | Motor | Referências |
| ------------- | ----------------- | --------------- | ------------- | -------- | ----- | ----------- |
| Bélgica       | Spa-Francorchamps | 25 de maio      | Nigel Mansell | Williams | Honda | [ 63 ]      |
| Canadá        | Montreal          | 15 de junho     | Nigel Mansell | Williams | Honda | [ 64 ]      |
| França        | Paul Ricard       | 6 de julho      | Nigel Mansell | Williams | Honda | [ 65 ]      |
| Grã-Bretanha  | Brands Hatch      | 13 de julho     | Nigel Mansell | Williams | Honda | [ 66 ]      |
| Portugal      | Estoril           | 21 de setembro  | Nigel Mansell | Williams | Honda | [ 67 ]      |

- Ano de 1987

| Grande Prêmio | Circuito         | Data da corrida | Vencedor      | Carro    | Motor | Referências |
| ------------- | ---------------- | --------------- | ------------- | -------- | ----- | ----------- |
| San Marino    | Imola            | 3 de maio       | Nigel Mansell | Williams | Honda | [ 68 ]      |
| França        | Paul Ricard      | 5 de julho      | Nigel Mansell | Williams | Honda | [ 69 ]      |
| Grã-Bretanha  | Silverstone      | 12 de julho     | Nigel Mansell | Williams | Honda | [ 70 ]      |
| Áustria       | Österreichring   | 16 de agosto    | Nigel Mansell | Williams | Honda | [ 71 ]      |
| Espanha       | Jerez            | 27 de setembro  | Nigel Mansell | Williams | Honda | [ 72 ]      |
| México        | Cidade do México | 18 de outubro   | Nigel Mansell | Williams | Honda | [ 73 ]      |

- Ano de 1989

| Grande Prêmio | Circuito    | Data da corrida | Vencedor      | Carro   | Motor   | Referências |
| ------------- | ----------- | --------------- | ------------- | ------- | ------- | ----------- |
| Brasil        | Jacarepaguá | 26 de março     | Nigel Mansell | Ferrari | Ferrari | [ 74 ]      |
| Hungria       | Hungaroring | 13 de agosto    | Nigel Mansell | Ferrari | Ferrari | [ 75 ]      |

- Ano de 1990

| Grande Prêmio | Circuito | Data da corrida | Vencedor      | Carro   | Motor   | Referências |
| ------------- | -------- | --------------- | ------------- | ------- | ------- | ----------- |
| Portugal      | Estoril  | 23 de setembro  | Nigel Mansell | Ferrari | Ferrari | [ 76 ]      |

- Ano de 1991

| Grande Prêmio | Circuito    | Data da corrida | Vencedor      | Carro    | Motor   | Referências |
| ------------- | ----------- | --------------- | ------------- | -------- | ------- | ----------- |
| França        | Magny-Cours | 7 de julho      | Nigel Mansell | Williams | Renault | [ 77 ]      |
| Grã-Bretanha  | Silverstone | 14 de julho     | Nigel Mansell | Williams | Renault | [ 78 ]      |
| Alemanha      | Hockenheim  | 28 de julho     | Nigel Mansell | Williams | Renault | [ 79 ]      |
| Itália        | Monza       | 8 de setembro   | Nigel Mansell | Williams | Renault | [ 80 ]      |
| Espanha       | Barcelona   | 29 de setembro  | Nigel Mansell | Williams | Renault | [ 81 ]      |

- Ano de 1992

| Grande Prêmio | Circuito         | Data da corrida | Vencedor      | Carro    | Motor   | Referências |
| ------------- | ---------------- | --------------- | ------------- | -------- | ------- | ----------- |
| África do Sul | Kyalami          | 1º de março     | Nigel Mansell | Williams | Renault | [ 82 ]      |
| México        | Cidade do México | 22 de março     | Nigel Mansell | Williams | Renault | [ 83 ]      |
| Brasil        | Interlagos       | 5 de abril      | Nigel Mansell | Williams | Renault | [ 84 ]      |
| Espanha       | Barcelona        | 3 de maio       | Nigel Mansell | Williams | Renault | [ 85 ]      |
| San Marino    | Imola            | 17 de maio      | Nigel Mansell | Williams | Renault | [ 86 ]      |
| França        | Magny-Cours      | 5 de julho      | Nigel Mansell | Williams | Renault | [ 87 ]      |
| Grã-Bretanha  | Silverstone      | 12 de julho     | Nigel Mansell | Williams | Renault | [ 22 ]      |
| Alemanha      | Hockenheim       | 26 de julho     | Nigel Mansell | Williams | Renault | [ 88 ]      |
| Portugal      | Estoril          | 27 de setembro  | Nigel Mansell | Williams | Renault | [ 89 ]      |

- Ano de 1993

| Grande Prêmio | Circuito          | Data da corrida | Vencedor   | Carro    | Motor   | Referências |
| ------------- | ----------------- | --------------- | ---------- | -------- | ------- | ----------- |
| Hungria       | Hungaroring       | 15 de agosto    | Damon Hill | Williams | Renault | [ 90 ]      |
| Bélgica       | Spa-Francorchamps | 29 de agosto    | Damon Hill | Williams | Renault | [ 91 ]      |
| Itália        | Monza             | 12 de setembro  | Damon Hill | Williams | Renault | [ 92 ]      |

- Ano de 1994

| Grande Prêmio | Circuito          | Data da corrida | Vencedor      | Carro    | Motor   | Referências |
| ------------- | ----------------- | --------------- | ------------- | -------- | ------- | ----------- |
| Espanha       | Barcelona         | 29 de maio      | Damon Hill    | Williams | Renault | [ 93 ]      |
| Grã-Bretanha  | Silverstone       | 10 de julho     | Damon Hill    | Williams | Renault | [ 94 ]      |
| Bélgica       | Spa-Francorchamps | 28 de agosto    | Damon Hill    | Williams | Renault | [ 95 ]      |
| Itália        | Monza             | 11 de setembro  | Damon Hill    | Williams | Renault | [ 96 ]      |
| Portugal      | Estoril           | 25 de setembro  | Damon Hill    | Williams | Renault | [ 97 ]      |
| Japão         | Suzuka            | 6 de novembro   | Damon Hill    | Williams | Renault | [ 98 ]      |
| Austrália     | Adelaide          | 13 de novembro  | Nigel Mansell | Williams | Renault | [ 99 ]      |

- Ano de 1995

| Grande Prêmio | Circuito     | Data da corrida | Vencedor       | Carro    | Motor   | Referências |
| ------------- | ------------ | --------------- | -------------- | -------- | ------- | ----------- |
| Argentina     | Buenos Aires | 9 de abril      | Damon Hill     | Williams | Renault | [ 100 ]     |
| San Marino    | Imola        | 30 de abril     | Damon Hill     | Williams | Renault | [ 101 ]     |
| Grã-Bretanha  | Silverstone  | 16 de julho     | Johnny Herbert | Benetton | Renault | [ 102 ]     |
| Hungria       | Hungaroring  | 13 de agosto    | Damon Hill     | Williams | Renault | [ 103 ]     |
| Itália        | Monza        | 10 de setembro  | Johnny Herbert | Benetton | Renault | [ 104 ]     |
| Austrália     | Adelaide     | 12 de novembro  | Damon Hill     | Williams | Renault | [ 105 ]     |

- Ano de 1996

| Grande Prêmio | Circuito     | Data da corrida | Vencedor   | Carro    | Motor   | Referências |
| ------------- | ------------ | --------------- | ---------- | -------- | ------- | ----------- |
| Austrália     | Melbourne    | 10 de março     | Damon Hill | Williams | Renault | [ 106 ]     |
| Brasil        | Interlagos   | 31 de março     | Damon Hill | Williams | Renault | [ 106 ]     |
| Argentina     | Buenos Aires | 7 de abril      | Damon Hill | Williams | Renault | [ 106 ]     |
| San Marino    | Imola        | 5 de maio       | Damon Hill | Williams | Renault | [ 106 ]     |
| Canadá        | Montreal     | 16 de junho     | Damon Hill | Williams | Renault | [ 106 ]     |
| França        | Magny-Cours  | 30 de junho     | Damon Hill | Williams | Renault | [ 107 ]     |
| Alemanha      | Hockenheim   | 28 de julho     | Damon Hill | Williams | Renault | [ 106 ]     |
| Japão         | Suzuka       | 13 de outubro   | Damon Hill | Williams | Renault | [ 108 ]     |

- Ano de 1998

| Grande Prêmio | Circuito          | Data da corrida | Vencedor   | Carro  | Motor       | Referências |
| ------------- | ----------------- | --------------- | ---------- | ------ | ----------- | ----------- |
| Bélgica       | Spa-Francorchamps | 30 de agosto    | Damon Hill | Jordan | Mugen/Honda | [ 109 ]     |

- Ano de 1999

| Grande Prêmio | Circuito    | Data da corrida | Vencedor       | Carro   | Motor | Referências |
| ------------- | ----------- | --------------- | -------------- | ------- | ----- | ----------- |
| Europa        | Nürburgring | 26 de setembro  | Johnny Herbert | Stewart | Ford  | [ 110 ]     |

- Ano de 2006

| Grande Prêmio | Circuito    | Data da corrida | Vencedor      | Carro | Motor | Referências |
| ------------- | ----------- | --------------- | ------------- | ----- | ----- | ----------- |
| Hungria       | Hungaroring | 6 de agosto     | Jenson Button | Honda | Honda | [ 111 ]     |

- Ano de 2007

| Grande Prêmio | Circuito     | Data da corrida | Vencedor       | Carro   | Motor    | Referências |
| ------------- | ------------ | --------------- | -------------- | ------- | -------- | ----------- |
| Canadá        | Montreal     | 10 de junho     | Lewis Hamilton | McLaren | Mercedes | [ 112 ]     |
| EUA           | Indianápolis | 17 de junho     | Lewis Hamilton | McLaren | Mercedes | [ 113 ]     |
| Hungria       | Hungaroring  | 5 de agosto     | Lewis Hamilton | McLaren | Mercedes | [ 114 ]     |
| Japão         | Monte Fuji   | 30 de setembro  | Lewis Hamilton | McLaren | Mercedes | [ 115 ]     |

- Ano de 2008

| Grande Prêmio | Circuito    | Data da corrida | Vencedor       | Carro   | Motor    | Referências |
| ------------- | ----------- | --------------- | -------------- | ------- | -------- | ----------- |
| Austrália     | Melbourne   | 16 de março     | Lewis Hamilton | McLaren | Mercedes | [ 116 ]     |
| Mônaco        | Montecarlo  | 25 de maio      | Lewis Hamilton | McLaren | Mercedes | [ 117 ]     |
| Grã-Bretanha  | Silverstone | 6 de julho      | Lewis Hamilton | McLaren | Mercedes | [ 118 ]     |
| Alemanha      | Hockenheim  | 20 de julho     | Lewis Hamilton | McLaren | Mercedes | [ 119 ]     |
| China         | Xangai      | 19 de outubro   | Lewis Hamilton | McLaren | Mercedes | [ 120 ]     |

- Ano de 2009

| Grande Prêmio | Circuito    | Data da corrida | Vencedor       | Carro   | Motor    | Referências |
| ------------- | ----------- | --------------- | -------------- | ------- | -------- | ----------- |
| Austrália     | Melbourne   | 29 de março     | Jenson Button  | Brawn   | Mercedes | [ 5 ]       |
| Malásia       | Sepang      | 5 de abril      | Jenson Button  | Brawn   | Mercedes | [ 121 ]     |
| Barein        | Sakhir      | 26 de abril     | Jenson Button  | Brawn   | Mercedes | [ 122 ]     |
| Espanha       | Barcelona   | 10 de maio      | Jenson Button  | Brawn   | Mercedes | [ 123 ]     |
| Mônaco        | Montecarlo  | 24 de maio      | Jenson Button  | Brawn   | Mercedes | [ 124 ]     |
| Turquia       | Istambul    | 7 de junho      | Jenson Button  | Brawn   | Mercedes | [ 125 ]     |
| Hungria       | Hungaroring | 26 de julho     | Lewis Hamilton | McLaren | Mercedes | [ 126 ]     |
| Singapura     | Marina Bay  | 27 de setembro  | Lewis Hamilton | McLaren | Mercedes | [ 127 ]     |

- Ano de 2010

| Grande Prêmio | Circuito          | Data da corrida | Vencedor       | Carro   | Motor    | Referências |
| ------------- | ----------------- | --------------- | -------------- | ------- | -------- | ----------- |
| Austrália     | Melbourne         | 28 de março     | Jenson Button  | McLaren | Mercedes | [ 128 ]     |
| China         | Xangai            | 18 de abril     | Jenson Button  | McLaren | Mercedes | [ 129 ]     |
| Turquia       | Istambul          | 30 de maio      | Lewis Hamilton | McLaren | Mercedes | [ 130 ]     |
| Canadá        | Montreal          | 13 de junho     | Lewis Hamilton | McLaren | Mercedes | [ 131 ]     |
| Bélgica       | Spa-Francorchamps | 29 de agosto    | Lewis Hamilton | McLaren | Mercedes | [ 132 ]     |

- Ano de 2011

| Grande Prêmio | Circuito    | Data da corrida | Vencedor       | Carro   | Motor    | Referências |
| ------------- | ----------- | --------------- | -------------- | ------- | -------- | ----------- |
| China         | Xangai      | 17 de abril     | Lewis Hamilton | McLaren | Mercedes | [ 133 ]     |
| Canadá        | Montreal    | 12 de junho     | Jenson Button  | McLaren | Mercedes | [ 134 ]     |
| Alemanha      | Nürburgring | 24 de julho     | Lewis Hamilton | McLaren | Mercedes | [ 135 ]     |
| Hungria       | Hungaroring | 31 de julho     | Jenson Button  | McLaren | Mercedes | [ 136 ]     |
| Japão         | Suzuka      | 9 de outubro    | Jenson Button  | McLaren | Mercedes | [ 137 ]     |
| Abu Dhabi     | Yas Marina  | 13 de novembro  | Lewis Hamilton | McLaren | Mercedes |             |

- Ano de 2012

| Grande Prêmio | Circuito          | Data da corrida | Vencedor       | Carro   | Motor    | Referências |
| ------------- | ----------------- | --------------- | -------------- | ------- | -------- | ----------- |
| Austrália     | Melbourne         | 18 de março     | Jenson Button  | McLaren | Mercedes | [ 138 ]     |
| Canadá        | Montreal          | 10 de junho     | Lewis Hamilton | McLaren | Mercedes | [ 139 ]     |
| Hungria       | Hungaroring       | 29 de julho     | Lewis Hamilton | McLaren | Mercedes | [ 140 ]     |
| Bélgica       | Spa-Francorchamps | 2 de setembro   | Jenson Button  | McLaren | Mercedes | [ 141 ]     |
| Itália        | Monza             | 9 de setembro   | Lewis Hamilton | McLaren | Mercedes | [ 142 ]     |
| EUA           | Austin            | 18 de novembro  | Lewis Hamilton | McLaren | Mercedes | [ 143 ]     |
| Brasil        | Interlagos        | 25 de novembro  | Jenson Button  | McLaren | Mercedes | [ 144 ]     |

- Ano de 2013

| Grande Prêmio | Circuito    | Data da corrida | Vencedor       | Carro    | Motor    | Referências |
| ------------- | ----------- | --------------- | -------------- | -------- | -------- | ----------- |
| Hungria       | Hungaroring | 28 de julho     | Lewis Hamilton | Mercedes | Mercedes | [ 145 ]     |

- Ano de 2014

| Grande Prêmio | Circuito    | Data da corrida | Vencedor       | Carro    | Motor    | Referências |
| ------------- | ----------- | --------------- | -------------- | -------- | -------- | ----------- |
| Malásia       | Sepang      | 30 de março     | Lewis Hamilton | Mercedes | Mercedes | [ 146 ]     |
| Barein        | Sakhir      | 6 de abril      | Lewis Hamilton | Mercedes | Mercedes | [ 147 ]     |
| China         | Xangai      | 20 de abril     | Lewis Hamilton | Mercedes | Mercedes | [ 148 ]     |
| Espanha       | Barcelona   | 11 de maio      | Lewis Hamilton | Mercedes | Mercedes | [ 149 ]     |
| Grã-Bretanha  | Silverstone | 6 de julho      | Lewis Hamilton | Mercedes | Mercedes | [ 150 ]     |
| Itália        | Monza       | 7 de setembro   | Lewis Hamilton | Mercedes | Mercedes | [ 151 ]     |
| Singapura     | Marina Bay  | 21 de setembro  | Lewis Hamilton | Mercedes | Mercedes | [ 152 ]     |
| Japão         | Suzuka      | 5 de outubro    | Lewis Hamilton | Mercedes | Mercedes | [ 153 ]     |
| Rússia        | Sochi       | 12 de outubro   | Lewis Hamilton | Mercedes | Mercedes | [ 154 ]     |
| EUA           | Austin      | 2 de novembro   | Lewis Hamilton | Mercedes | Mercedes | [ 155 ]     |
| Abu Dhabi     | Yas Marina  | 23 de novembro  | Lewis Hamilton | Mercedes | Mercedes | [ 156 ]     |

- Ano de 2015

| Grande Prêmio | Circuito          | Data da corrida | Vencedor       | Carro    | Motor    | Referências |
| ------------- | ----------------- | --------------- | -------------- | -------- | -------- | ----------- |
| Austrália     | Melbourne         | 15 de março     | Lewis Hamilton | Mercedes | Mercedes | [ 157 ]     |
| China         | Xangai            | 12 de abril     | Lewis Hamilton | Mercedes | Mercedes | [ 158 ]     |
| Barein        | Sakhir            | 19 de abril     | Lewis Hamilton | Mercedes | Mercedes | [ 159 ]     |
| Canadá        | Montreal          | 7 de junho      | Lewis Hamilton | Mercedes | Mercedes | [ 160 ]     |
| Grã-Bretanha  | Silverstone       | 5 de julho      | Lewis Hamilton | Mercedes | Mercedes | [ 161 ]     |
| Bélgica       | Spa-Francorchamps | 23 de agosto    | Lewis Hamilton | Mercedes | Mercedes | [ 162 ]     |
| Itália        | Monza             | 6 de setembro   | Lewis Hamilton | Mercedes | Mercedes | [ 163 ]     |
| Japão         | Suzuka            | 27 de setembro  | Lewis Hamilton | Mercedes | Mercedes | [ 164 ]     |
| Rússia        | Sochi             | 11 de outubro   | Lewis Hamilton | Mercedes | Mercedes | [ 165 ]     |
| EUA           | Austin            | 25 de outubro   | Lewis Hamilton | Mercedes | Mercedes | [ 166 ]     |

- Ano de 2016

| Grande Prêmio | Circuito         | Data da corrida | Vencedor       | Carro    | Motor    | Referências |
| ------------- | ---------------- | --------------- | -------------- | -------- | -------- | ----------- |
| Mônaco        | Montecarlo       | 29 de maio      | Lewis Hamilton | Mercedes | Mercedes | [ 167 ]     |
| Canadá        | Montreal         | 12 de junho     | Lewis Hamilton | Mercedes | Mercedes | [ 168 ]     |
| Áustria       | Spielberg        | 3 de julho      | Lewis Hamilton | Mercedes | Mercedes | [ 169 ]     |
| Grã-Bretanha  | Silverstone      | 10 de julho     | Lewis Hamilton | Mercedes | Mercedes | [ 170 ]     |
| Hungria       | Hungaroring      | 24 de julho     | Lewis Hamilton | Mercedes | Mercedes | [ 171 ]     |
| Alemanha      | Hockenheim       | 31 de julho     | Lewis Hamilton | Mercedes | Mercedes | [ 172 ]     |
| EUA           | Austin           | 23 de outubro   | Lewis Hamilton | Mercedes | Mercedes | [ 173 ]     |
| México        | Cidade do México | 30 de outubro   | Lewis Hamilton | Mercedes | Mercedes | [ 174 ]     |
| Brasil        | Interlagos       | 13 de novembro  | Lewis Hamilton | Mercedes | Mercedes | [ 175 ]     |
| Abu Dhabi     | Yas Marina       | 27 de novembro  | Lewis Hamilton | Mercedes | Mercedes | [ 176 ]     |

- Ano de 2017

| Grande Prêmio | Circuito          | Data da corrida | Vencedor       | Carro    | Motor    | Referências |
| ------------- | ----------------- | --------------- | -------------- | -------- | -------- | ----------- |
| China         | Xangai            | 9 de abril      | Lewis Hamilton | Mercedes | Mercedes | [ 177 ]     |
| Espanha       | Barcelona         | 14 de maio      | Lewis Hamilton | Mercedes | Mercedes | [ 178 ]     |
| Canadá        | Montreal          | 11 de junho     | Lewis Hamilton | Mercedes | Mercedes | [ 179 ]     |
| Grã-Bretanha  | Silverstone       | 16 de julho     | Lewis Hamilton | Mercedes | Mercedes | [ 180 ]     |
| Bélgica       | Spa-Francorchamps | 27 de agosto    | Lewis Hamilton | Mercedes | Mercedes | [ 181 ]     |
| Itália        | Monza             | 3 de setembro   | Lewis Hamilton | Mercedes | Mercedes | [ 182 ]     |
| Singapura     | Marina Bay        | 17 de setembro  | Lewis Hamilton | Mercedes | Mercedes | [ 183 ]     |
| Japão         | Suzuka            | 8 de outubro    | Lewis Hamilton | Mercedes | Mercedes | [ 184 ]     |
| EUA           | Austin            | 22 de outubro   | Lewis Hamilton | Mercedes | Mercedes | [ 185 ]     |

- Ano de 2018

| Grande Prêmio | Circuito    | Data da corrida | Vencedor       | Carro    | Motor    | Referências |
| ------------- | ----------- | --------------- | -------------- | -------- | -------- | ----------- |
| Azerbaijão    | Baku        | 29 de abril     | Lewis Hamilton | Mercedes | Mercedes | [ 186 ]     |
| Espanha       | Barcelona   | 13 de maio      | Lewis Hamilton | Mercedes | Mercedes | [ 187 ]     |
| França        | Paul Ricard | 24 de junho     | Lewis Hamilton | Mercedes | Mercedes | [ 188 ]     |
| Alemanha      | Hockenheim  | 22 de julho     | Lewis Hamilton | Mercedes | Mercedes | [ 189 ]     |
| Hungria       | Hungaroring | 29 de julho     | Lewis Hamilton | Mercedes | Mercedes | [ 190 ]     |
| Itália        | Monza       | 2 de setembro   | Lewis Hamilton | Mercedes | Mercedes | [ 191 ]     |
| Singapura     | Marina Bay  | 16 de setembro  | Lewis Hamilton | Mercedes | Mercedes | [ 192 ]     |
| Rússia        | Sochi       | 30 de setembro  | Lewis Hamilton | Mercedes | Mercedes | [ 193 ]     |
| Japão         | Suzuka      | 7 de outubro    | Lewis Hamilton | Mercedes | Mercedes | [ 194 ]     |
| Brasil        | Interlagos  | 11 de novembro  | Lewis Hamilton | Mercedes | Mercedes | [ 195 ]     |
| Abu Dhabi     | Yas Marina  | 25 de novembro  | Lewis Hamilton | Mercedes | Mercedes | [ 196 ]     |

- Ano de 2019

| Grande Prêmio | Circuito    | Data da corrida | Vencedor       | Carro    | Motor    | Referências |
| ------------- | ----------- | --------------- | -------------- | -------- | -------- | ----------- |
| Barein        | Sakhir      | 31 de março     | Lewis Hamilton | Mercedes | Mercedes | [ 197 ]     |
| China         | Xangai      | 14 de abril     | Lewis Hamilton | Mercedes | Mercedes | [ 198 ]     |
| Espanha       | Barcelona   | 12 de maio      | Lewis Hamilton | Mercedes | Mercedes | [ 199 ]     |
| Mônaco        | Montecarlo  | 26 de maio      | Lewis Hamilton | Mercedes | Mercedes | [ 200 ]     |
| Canadá        | Montreal    | 9 de junho      | Lewis Hamilton | Mercedes | Mercedes | [ 201 ]     |
| França        | Paul Ricard | 23 de junho     | Lewis Hamilton | Mercedes | Mercedes | [ 202 ]     |
| Grã-Bretanha  | Silverstone | 14 de julho     | Lewis Hamilton | Mercedes | Mercedes | [ 203 ]     |
| Hungria       | Hungaroring | 4 de agosto     | Lewis Hamilton | Mercedes | Mercedes | [ 204 ]     |

- Ano de 2020

| Grande Prêmio  | Circuito          | Data da corrida | Vencedor       | Carro    | Motor    | Referências |
| -------------- | ----------------- | --------------- | -------------- | -------- | -------- | ----------- |
| Estíria        | Red Bull Ring     | 12 de julho     | Lewis Hamilton | Mercedes | Mercedes | [ 205 ]     |
| Hungria        | Hungaroring       | 19 de julho     | Lewis Hamilton | Mercedes | Mercedes | [ 206 ]     |
| Grã-Bretanha   | Silverstone       | 2 de agosto     | Lewis Hamilton | Mercedes | Mercedes | [ 207 ]     |
| Espanha        | Barcelona         | 16 de agosto    | Lewis Hamilton | Mercedes | Mercedes | [ 208 ]     |
| Bélgica        | Spa-Francorchamps | 30 de agosto    | Lewis Hamilton | Mercedes | Mercedes | [ 209 ]     |
| Toscana        | Mugello           | 13 de setembro  | Lewis Hamilton | Mercedes | Mercedes | [ 210 ]     |
| Eifel          | Nürburgring       | 11 de outubro   | Lewis Hamilton | Mercedes | Mercedes | [ 211 ]     |
| Portugal       | Algarve           | 25 de outubro   | Lewis Hamilton | Mercedes | Mercedes | [ 212 ]     |
| Emília-Romanha | Imola             | 1º de novembro  | Lewis Hamilton | Mercedes | Mercedes | [ 213 ]     |
| Turquia        | Istambul          | 15 de novembro  | Lewis Hamilton | Mercedes | Mercedes | [ 214 ]     |
| Barein         | Sakhir            | 29 de novembro  | Lewis Hamilton | Mercedes | Mercedes | [ 215 ]     |

- Ano de 2021

| Grande Prêmio  | Circuito    | Data da corrida | Vencedor       | Carro    | Motor    | Referências |
| -------------- | ----------- | --------------- | -------------- | -------- | -------- | ----------- |
| Barein         | Sakhir      | 28 de março     | Lewis Hamilton | Mercedes | Mercedes | [ 7 ]       |
| Portugal       | Algarve     | 2 de maio       | Lewis Hamilton | Mercedes | Mercedes | [ 216 ]     |
| Espanha        | Barcelona   | 9 de maio       | Lewis Hamilton | Mercedes | Mercedes | [ 217 ]     |
| Grã-Bretanha   | Silverstone | 18 de julho     | Lewis Hamilton | Mercedes | Mercedes | [ 218 ]     |
| Rússia         | Sochi       | 26 de setembro  | Lewis Hamilton | Mercedes | Mercedes | [ 219 ]     |
| São Paulo      | Interlagos  | 14 de novembro  | Lewis Hamilton | Mercedes | Mercedes | [ 220 ]     |
| Catar          | Lusail      | 21 de novembro  | Lewis Hamilton | Mercedes | Mercedes | [ 221 ]     |
| Arábia Saudita | Jidá        | 5 de dezembro   | Lewis Hamilton | Mercedes | Mercedes | [ 222 ]     |

- Ano de 2022

| Grande Prêmio | Circuito   | Data da corrida | Vencedor       | Carro    | Motor    | Referências |
| ------------- | ---------- | --------------- | -------------- | -------- | -------- | ----------- |
| São Paulo     | Interlagos | 13 de novembro  | George Russell | Mercedes | Mercedes | [ 223 ]     |

- Ano de 2024

| Grande Prêmio | Circuito          | Data da corrida | Vencedor       | Carro    | Motor    | Referências |
| ------------- | ----------------- | --------------- | -------------- | -------- | -------- | ----------- |
| Miami         | Miami             | 5 de maio       | Lando Norris   | McLaren  | Mercedes | [ 224 ]     |
| Áustria       | Spielberg         | 30 de junho     | George Russell | Mercedes | Mercedes | [ 225 ]     |
| Grã-Bretanha  | Silverstone       | 7 de julho      | Lewis Hamilton | Mercedes | Mercedes | [ 226 ]     |
| Bélgica       | Spa-Francorchamps | 28 de julho     | Lewis Hamilton | Mercedes | Mercedes | [ 227 ]     |
| Países Baixos | Zandvoort         | 25 de agosto    | Lando Norris   | McLaren  | Mercedes | [ 228 ]     |
| Singapura     | Marina Bay        | 22 de setembro  | Lando Norris   | McLaren  | Mercedes | [ 229 ]     |
| Las Vegas     | Las Vegas         | 24 de novembro  | George Russell | Mercedes | Mercedes | [ 230 ]     |
| Abu Dhabi     | Yas Marina        | 8 de dezembro   | Lando Norris   | McLaren  | Mercedes | [ 231 ]     |

- Ano de 2025

| Grande Prêmio | Circuito    | Data da corrida | Vencedor       | Carro    | Motor    | Referências |
| ------------- | ----------- | --------------- | -------------- | -------- | -------- | ----------- |
| Austrália     | Melbourne   | 16 de março     | Lando Norris   | McLaren  | Mercedes | [ 232 ]     |
| Mônaco        | Montecarlo  | 25 de maio      | Lando Norris   | McLaren  | Mercedes | [ 233 ]     |
| Canadá        | Montreal    | 15 de junho     | George Russell | Mercedes | Mercedes | [ 234 ]     |
| Áustria       | Spielberg   | 29 de junho     | Lando Norris   | McLaren  | Mercedes | [ 235 ]     |
| Grã-Bretanha  | Silverstone | 6 de julho      | Lando Norris   | McLaren  | Mercedes | [ 236 ]     |
| Hungria       | Hungaroring | 3 de agosto     | Lando Norris   | McLaren  | Mercedes | [ 237 ]     |

## Relação de vitórias da Escócia
- Ano de 1962

| Grande Prêmio | Circuito          | Data da corrida | Vencedor  | Carro | Motor  | Referências |
| ------------- | ----------------- | --------------- | --------- | ----- | ------ | ----------- |
| Bélgica       | Spa-Francorchamps | 17 de junho     | Jim Clark | Lotus | Climax | [ 238 ]     |
| Grã-Bretanha  | Aintree           | 21 de julho     | Jim Clark | Lotus | Climax | [ 239 ]     |
| EUA           | Watkins Glen      | 7 de outubro    | Jim Clark | Lotus | Climax | [ 240 ]     |

- Ano de 1963

| Grande Prêmio | Circuito          | Data da corrida | Vencedor  | Carro | Motor  | Referências |
| ------------- | ----------------- | --------------- | --------- | ----- | ------ | ----------- |
| Bélgica       | Spa-Francorchamps | 9 de junho      | Jim Clark | Lotus | Climax | [ 241 ]     |
| Países Baixos | Zandvoort         | 23 de junho     | Jim Clark | Lotus | Climax | [ 242 ]     |
| França        | Reims-Gueux       | 30 de junho     | Jim Clark | Lotus | Climax | [ 243 ]     |
| Grã-Bretanha  | Silverstone       | 20 de julho     | Jim Clark | Lotus | Climax | [ 22 ]      |
| Itália        | Monza             | 8 de setembro   | Jim Clark | Lotus | Climax | [ 244 ]     |
| México        | Cidade do México  | 27 de outubro   | Jim Clark | Lotus | Climax | [ 245 ]     |
| África do Sul | East London       | 28 de dezembro  | Jim Clark | Lotus | Climax | [ 246 ]     |

- Ano de 1964

| Grande Prêmio | Circuito          | Data da corrida | Vencedor  | Carro | Motor  | Referências |
| ------------- | ----------------- | --------------- | --------- | ----- | ------ | ----------- |
| Países Baixos | Zandvoort         | 24 de maio      | Jim Clark | Lotus | Climax | [ 247 ]     |
| Bélgica       | Spa-Francorchamps | 14 de junho     | Jim Clark | Lotus | Climax | [ 248 ]     |
| Grã-Bretanha  | Brands Hatch      | 11 de julho     | Jim Clark | Lotus | Climax | [ 66 ]      |

- Ano de 1965

| Grande Prêmio | Circuito          | Data da corrida | Vencedor       | Carro | Motor  | Referências |
| ------------- | ----------------- | --------------- | -------------- | ----- | ------ | ----------- |
| África do Sul | East London       | 1º de janeiro   | Jim Clark      | Lotus | Climax | [ 249 ]     |
| Bélgica       | Spa-Francorchamps | 13 de junho     | Jim Clark      | Lotus | Climax | [ 250 ]     |
| França        | Charade           | 27 de junho     | Jim Clark      | Lotus | Climax | [ 251 ]     |
| Grã-Bretanha  | Silverstone       | 10 de julho     | Jim Clark      | Lotus | Climax | [ 252 ]     |
| Países Baixos | Zandvoort         | 18 de julho     | Jim Clark      | Lotus | Climax | [ 253 ]     |
| Alemanha      | Nürburgring       | 1º de agosto    | Jim Clark      | Lotus | Climax | [ 254 ]     |
| Itália        | Monza             | 12 de setembro  | Jackie Stewart | BRM   | BRM    | [ 255 ]     |

- Ano de 1966

| Grande Prêmio | Circuito     | Data da corrida | Vencedor       | Carro | Motor | Referências |
| ------------- | ------------ | --------------- | -------------- | ----- | ----- | ----------- |
| Mônaco        | Montecarlo   | 22 de maio      | Jackie Stewart | BRM   | BRM   | [ 256 ]     |
| EUA           | Watkins Glen | 2 de outubro    | Jim Clark      | Lotus | BRM   | [ 250 ]     |

- Ano de 1967

| Grande Prêmio | Circuito         | Data da corrida | Vencedor  | Carro | Motor | Referências |
| ------------- | ---------------- | --------------- | --------- | ----- | ----- | ----------- |
| Países Baixos | Zandvoort        | 4 de julho      | Jim Clark | Lotus | Ford  | [ 257 ]     |
| Grã-Bretanha  | Silverstone      | 15 de julho     | Jim Clark | Lotus | Ford  | [ 22 ]      |
| EUA           | Watkins Glen     | 1º de outubro   | Jim Clark | Lotus | Ford  | [ 258 ]     |
| México        | Cidade do México | 22 de outubro   | Jim Clark | Lotus | Ford  | [ 259 ]     |

- Ano de 1968

| Grande Prêmio | Circuito     | Data da corrida | Vencedor       | Carro | Motor | Referências |
| ------------- | ------------ | --------------- | -------------- | ----- | ----- | ----------- |
| África do Sul | Kyalami      | 1º de janeiro   | Jim Clark      | Lotus | Ford  | [ 250 ]     |
| Países Baixos | Zandvoort    | 23 de junho     | Jackie Stewart | Matra | Ford  | [ 260 ]     |
| Alemanha      | Nürburgring  | 4 de agosto     | Jackie Stewart | Matra | Ford  | [ 110 ]     |
| EUA           | Watkins Glen | 6 de outubro    | Jackie Stewart | Matra | Ford  | [ 261 ]     |

- Ano de 1969

| Grande Prêmio | Circuito    | Data da corrida | Vencedor       | Carro | Motor | Referências |
| ------------- | ----------- | --------------- | -------------- | ----- | ----- | ----------- |
| África do Sul | Kyalami     | 1º de março     | Jackie Stewart | Matra | Ford  | [ 262 ]     |
| Espanha       | Barcelona   | 4 de maio       | Jackie Stewart | Matra | Ford  | [ 263 ]     |
| Países Baixos | Zandvoort   | 21 de junho     | Jackie Stewart | Matra | Ford  | [ 264 ]     |
| França        | Charade     | 6 de julho      | Jackie Stewart | Matra | Ford  | [ 251 ]     |
| Grã-Bretanha  | Silverstone | 19 de julho     | Jackie Stewart | Matra | Ford  | [ 265 ]     |
| Itália        | Monza       | 7 de setembro   | Jackie Stewart | Matra | Ford  | [ 110 ]     |

- Ano de 1970

| Grande Prêmio | Circuito | Data da corrida | Vencedor       | Carro | Motor | Referências |
| ------------- | -------- | --------------- | -------------- | ----- | ----- | ----------- |
| Espanha       | Jarama   | 19 de abril     | Jackie Stewart | March | Ford  | [ 266 ]     |

- Ano de 1971

| Grande Prêmio | Circuito     | Data da corrida | Vencedor       | Carro   | Motor | Referências   |
| ------------- | ------------ | --------------- | -------------- | ------- | ----- | ------------- |
| Espanha       | Barcelona    | 18 de abril     | Jackie Stewart | Tyrrell | Ford  | [ 267 ]       |
| Mônaco        | Montecarlo   | 23 de maio      | Jackie Stewart | Tyrrell | Ford  | [ 9 ] [ 110 ] |
| França        | Paul Ricard  | 4 de julho      | Jackie Stewart | Tyrrell | Ford  | [ 268 ]       |
| Grã-Bretanha  | Silverstone  | 17 de julho     | Jackie Stewart | Tyrrell | Ford  | [ 22 ]        |
| Alemanha      | Nürburgring  | 1º de agosto    | Jackie Stewart | Tyrrell | Ford  | [ 269 ]       |
| Canadá        | Mosport Park | 19 de setembro  | Jackie Stewart | Tyrrell | Ford  | [ 270 ]       |

- Ano de 1972

| Grande Prêmio | Circuito     | Data da corrida | Vencedor       | Carro   | Motor | Referências     |
| ------------- | ------------ | --------------- | -------------- | ------- | ----- | --------------- |
| Argentina     | Buenos Aires | 23 de janeiro   | Jackie Stewart | Tyrrell | Ford  | [ 271 ]         |
| França        | Charade      | 2 de julho      | Jackie Stewart | Tyrrell | Ford  | [ 251 ] [ 110 ] |
| Canadá        | Mosport Park | 24 de setembro  | Jackie Stewart | Tyrrell | Ford  | [ 272 ]         |
| EUA           | Watkins Glen | 8 de outubro    | Jackie Stewart | Tyrrell | Ford  | [ 273 ]         |

- Ano de 1973

| Grande Prêmio | Circuito    | Data da corrida | Vencedor       | Carro   | Motor | Referências |
| ------------- | ----------- | --------------- | -------------- | ------- | ----- | ----------- |
| África do Sul | Kyalami     | 3 de março      | Jackie Stewart | Tyrrell | Ford  | [ 110 ]     |
| Bélgica       | Zolder      | 20 de maio      | Jackie Stewart | Tyrrell | Ford  | [ 274 ]     |
| Mônaco        | Montecarlo  | 3 de junho      | Jackie Stewart | Tyrrell | Ford  | [ 275 ]     |
| Países Baixos | Zandvoort   | 29 de julho     | Jackie Stewart | Tyrrell | Ford  | [ 3 ]       |
| Alemanha      | Nürburgring | 5 de agosto     | Jackie Stewart | Tyrrell | Ford  | [ 276 ]     |

- Ano de 1995

| Grande Prêmio | Circuito | Data da corrida | Vencedor        | Carro    | Motor   | Referências |
| ------------- | -------- | --------------- | --------------- | -------- | ------- | ----------- |
| Portugal      | Estoril  | 24 de setembro  | David Coulthard | Williams | Renault | [ 277 ]     |

- Ano de 1997

| Grande Prêmio | Circuito  | Data da corrida | Vencedor        | Carro   | Motor    | Referências |
| ------------- | --------- | --------------- | --------------- | ------- | -------- | ----------- |
| Austrália     | Melbourne | 9 de março      | David Coulthard | McLaren | Mercedes | [ 278 ]     |
| Itália        | Monza     | 7 de setembro   | David Coulthard | McLaren | Mercedes | [ 279 ]     |

- Ano de 1998

| Grande Prêmio | Circuito | Data da corrida | Vencedor        | Carro   | Motor    | Referências |
| ------------- | -------- | --------------- | --------------- | ------- | -------- | ----------- |
| San Marino    | Imola    | 26 de abril     | David Coulthard | McLaren | Mercedes | [ 280 ]     |

- Ano de 1999

| Grande Prêmio | Circuito          | Data da corrida | Vencedor        | Carro   | Motor    | Referências |
| ------------- | ----------------- | --------------- | --------------- | ------- | -------- | ----------- |
| Grã-Bretanha  | Silverstone       | 11 de julho     | David Coulthard | McLaren | Mercedes | [ 281 ]     |
| Bélgica       | Spa-Francorchamps | 29 de agosto    | David Coulthard | McLaren | Mercedes | [ 282 ]     |

- Ano de 2000

| Grande Prêmio | Circuito    | Data da corrida | Vencedor        | Carro   | Motor    | Referências |
| ------------- | ----------- | --------------- | --------------- | ------- | -------- | ----------- |
| Grã-Bretanha  | Silverstone | 23 de abril     | David Coulthard | McLaren | Mercedes | [ 283 ]     |
| Mônaco        | Montecarlo  | 4 de junho      | David Coulthard | McLaren | Mercedes | [ 284 ]     |
| França        | Magny-Cours | 2 de julho      | David Coulthard | McLaren | Mercedes | [ 285 ]     |

- Ano de 2001

| Grande Prêmio | Circuito   | Data da corrida | Vencedor        | Carro   | Motor    | Referências |
| ------------- | ---------- | --------------- | --------------- | ------- | -------- | ----------- |
| Brasil        | Interlagos | 1º de abril     | David Coulthard | McLaren | Mercedes | [ 286 ]     |
| Áustria       | Spielberg  | 13 de maio      | David Coulthard | McLaren | Mercedes | [ 287 ]     |

- Ano de 2002

| Grande Prêmio | Circuito   | Data da corrida | Vencedor        | Carro   | Motor    | Referências |
| ------------- | ---------- | --------------- | --------------- | ------- | -------- | ----------- |
| Mônaco        | Montecarlo | 26 de maio      | David Coulthard | McLaren | Mercedes | [ 288 ]     |

- Ano de 2003

| Grande Prêmio | Circuito  | Data da corrida | Vencedor        | Carro   | Motor    | Referências |
| ------------- | --------- | --------------- | --------------- | ------- | -------- | ----------- |
| Austrália     | Melbourne | 9 de março      | David Coulthard | McLaren | Mercedes | [ 289 ]     |

## Relação de vitórias da Irlanda do Norte
- Ano de 1976

| Grande Prêmio | Circuito       | Data da corrida | Vencedor    | Carro  | Motor | Referências |
| ------------- | -------------- | --------------- | ----------- | ------ | ----- | ----------- |
| Áustria       | Österreichring | 15 de agosto    | John Watson | Penske | Ford  | [ 290 ]     |

- Ano de 1981

| Grande Prêmio | Circuito    | Data da corrida | Vencedor    | Carro   | Motor | Referências |
| ------------- | ----------- | --------------- | ----------- | ------- | ----- | ----------- |
| Grã-Bretanha  | Silverstone | 18 de julho     | John Watson | McLaren | Ford  | [ 291 ]     |

- Ano de 1982

| Grande Prêmio | Circuito | Data da corrida | Vencedor    | Carro   | Motor | Referências |
| ------------- | -------- | --------------- | ----------- | ------- | ----- | ----------- |
| Bélgica       | Zolder   | 9 de maio       | John Watson | McLaren | Ford  | [ 292 ]     |
| Detroit       | Detroit  | 6 de junho      | John Watson | McLaren | Ford  | [ 293 ]     |

- Ano de 1983

| Grande Prêmio | Circuito   | Data da corrida | Vencedor    | Carro   | Motor | Referências |
| ------------- | ---------- | --------------- | ----------- | ------- | ----- | ----------- |
| Oeste dos EUA | Long Beach | 27 de março     | John Watson | McLaren | Ford  | [ 294 ]     |

- Ano de 1999

| Grande Prêmio | Circuito   | Data da corrida | Vencedor     | Carro   | Motor   | Referências |
| ------------- | ---------- | --------------- | ------------ | ------- | ------- | ----------- |
| Austrália     | Melbourne  | 7 de março      | Eddie Irvine | Ferrari | Ferrari | [ 295 ]     |
| Áustria       | Spielberg  | 25 de julho     | Eddie Irvine | Ferrari | Ferrari | [ 296 ]     |
| Alemanha      | Hockenheim | 1º de agosto    | Eddie Irvine | Ferrari | Ferrari | [ 297 ]     |
| Malásia       | Sepang     | 17 de outubro   | Eddie Irvine | Ferrari | Ferrari | [ 298 ]     |

## Vitórias por equipe
- Mercedesː 89
- McLarenː 63
- Williamsː 50
- Lotusː 34
- Ferrariː 19
- Tyrrellː 15
- BRMː 13
- Matraː 9
- Vanwallː 9
- Brawnː 6
- Cooperː 4
- Maseratiː 2
- Benettonː 2
- Hondaː 2
- Marchː 1
- Heskethː 1
- Penskeː 1
- Jordanː 1
- Stewartː 1